# Pseudanthias connelli
Pseudanthias connelli ist ein Meeresfisch aus der Gruppe der Fahnenbarsche, der nur ein sehr kleines Verbreitungsgebiet im äußersten Südwesten des Indischen Ozeans hat. Es liegt an der Küste des südafrikanischen Bundesstaates KwaZulu-Natal und erstreckt sich vom Badeort Margate im Westen bis zur Sodwana Bay im Norden des iSimangaliso-Wetland-Parks. Die Fischart wurde nach dem südafrikanischen Zoologen Allan D. Connell benannt, dem auffiel, dass die Art noch unbeschrieben ist und der alle Typusexemplare fing.

## Merkmale
Pseudanthias connelli erreicht eine Länge von 11 cm. Die Körperlänge liegt beim 2,4 bis 3-fachen der Körperhöhe. Die Kopflänge ist 2,9 bis 3,4 Mal in der Standardlänge enthalten. Bei den Weibchen sind die oberen zwei Drittel von Kopf und Rumpf rötlich-orange gefärbt, wobei die Färbung durch rote Schuppen mit gelben Rändern entsteht. Die Bauchregion und der Kopf unterhalb der Augen ist rosa bis weißlich. Die Schwanzflosse ist dunkelrot mit einer aprikosenfarbenen Basis und einem hellen, blaugrauen Hinterrand. Die Rückenflosse ist rötlich mit dunkelgelben Punkten im unteren Bereich. Die Afterflosse ist durchscheinende blaugrau mit hellblauen Rändern. Weibchen werden mit einer Länge von 7 cm geschlechtsreif und bei einer Länge von 10 cm wechseln sie das Geschlecht. Bei den Männchen sind die oberen zwei Drittel der vorderen Körperhälfte dunkelrot, die hintere Körperhälfte und der größte Teil der Schwanzflosse sind rot. Der Rand und die Spitzen der Schwanzflosse sind violett. Wie bei den Weibchen sind die Bauchregion und der Kopf unterhalb der Augen rosa bis weißlich. Rücken- und Afterflosse sind rosa, die Bauchflossen an der Basis rosa und an der Spitze transparent. In Paarungsstimmung wird die vordere Körperhälfte rosa bis weißlich, Rücken-, After und Bauchflossen werden hell blaugrau und die Schwanzflosse dunkel violett mit einem breiten hell blaugrauen Streifen, der die dunkel violetten Spitzen farblich von der übrigen Schwanzflosse trennt.
Die Schwanzflosse ist eingebuchtet. Die Brustflossen sind zugespitzt, die Bauchflossen sind abgerundet. Brust- und Bauchflossen reichen bis zum Anus. Die Kiefer sind mit kleinen, schlanken und konischen Zähnen und wenigen größeren Fangzähnen besetzt. Der Gaumen (Palatinum und Vomer) ist ebenfalls bezahnt. Auf dem Vomer befindet sich ein winkelförmiges Feld das mit bürstenartigen Zähnen besetzt ist, auf dem Palatinum ist der bezahnte Bereich bandförmig. Die Oberlippe ist an der Spitze nicht geschwollen. Der senkrechte Ast des Präoperculums ist gesägt mit 33 bis 37 abgerundeten Zacken, der Zacken am Winkel ist in der Regel etwas größer. Der untere Ast ist in den meisten Fällen glatt.

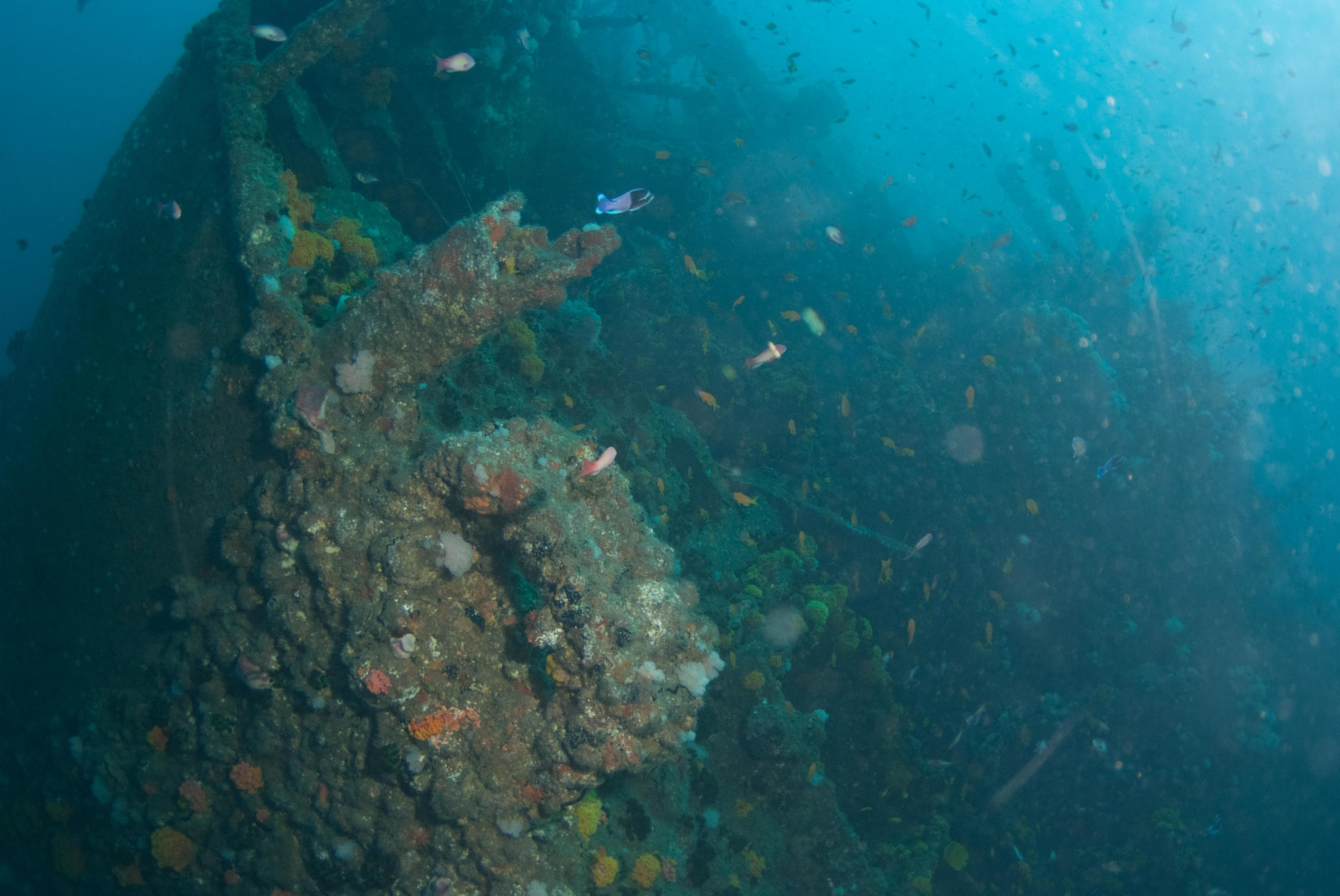
Pseudanthias connelli an einem Schiffswrack

- Flossenformel: Dorsale 10/15–17, Anale III/6–8, Pectorale 16–19.[2]
- Schuppenformel: Sl 39–45/22–25.
- Kiemenreusenstrahlen: 10–12 + 25–29.
- Wirbel: 11+15 oder 10+16.[1]

## Lebensraum und Gefährdung
Pseudanthias connelli wurde bisher vor allem in Tiefen von 23 bis 55 Metern in unmittelbarer Nähe von Schiffswracks gesehen. Trotz des für Meeresfische sehr kleinen Verbreitungsgebietes stuft die IUCN die Art als ungefährdet ein.

## Belege
1. 1 2 3 4  
Phillip C. Heemstra u. K.V. Akhilesh: Review of the anthiine fish genus Pseudanthias (Perciformes: Serranidae) of the western Indian Ocean, with description of a new species and a key to the species. aqua, International Journal of Ichthyology, Band 18, Nr. 3, Juli 2012, PDF, S. 134–136.
2. ↑  
Pseudanthias connelli auf Fishbase.org (englisch)
3. ↑  
Pseudanthias connelli in der Roten Liste gefährdeter Arten der IUCN 2018. Eingestellt von: Jiddawi, N., Borsa, P., Carpenter, K.E., Obota, C., Smith-Vaniz, W.F. & Yahya, S., 2017. Abgerufen am 31. Januar 2021.